# Трусово (Кур'їнський район)
Тру́сово (рос. Трусово) — село у складі Кур'їнського району Алтайського краю, Росія. Адміністративний центр Трусовської сільської ради.

## Населення
Населення — 655 осіб (2010; 784 у 2002).
Національний склад (станом на 2002 рік):
- росіяни — 98 %